# نايلي نبيل
نايلي نبيل مواليد 23 نوفمبر 1983 في عين الحجل، الجزائر، هو لاعب كرة قدم جزائري يلعب مع أهلي برج بوعريريج في حراسة المرمى.

## المسيرة الاحترافية

### أندية لعب لها
- نادي بارادو
- اتحاد الحراش
- أولمبي المدية
- أهلي برج بوعريريج